# Liste des joueurs des Jets de Winnipeg (AMH)
Cet article concerne les joueurs des Jets de Winnipeg du temps de l'Association mondiale de hockey. Pour la liste des joueurs de la même franchise dans la LNH, voir Liste des joueurs des Jets de Winnipeg (1979-1996). Pour les autres significations, voir Liste des joueurs des Jets de Winnipeg (homonymie).
Cette liste contient tous les joueurs de hockey sur glace ayant joué au moins un match sous le maillot des Jets de Winnipeg, franchise de l'Association mondiale de hockey.
Cette liste regroupe les joueurs depuis la première saison des Jets (1972-1973) à leur dernière saison (1978-1979). Les joueurs sont classés par ordre alphabétique. Pour les joueurs, les buts, passes décisives, points et minutes de pénalité sont notées tandis que pour les gardiens de but, les buts sont remplacés par le nombre de blanchissages. Les nombres de matchs indiqués comptabilisent les matchs des saisons régulières et des éventuelles séries éliminatoires. Enfin, la dernière colonne indique le statut du joueur (retraité, encore en activité sur la glace ou encore en activité derrière le banc d'une équipe).
Les statistiques citées ici ne concernent que les matchs joués sous le maillot des Jets.
- Haut – A
- B
- C
- D
- E
- F
- G
- H
- I
- J
- K
- L
- M
- N
- O
- P
- Q
- R
- S
- T
- U
- V
- W
- X
- Y
- Z

## A
| Joueur            | Nationalité | Poste | Saisons jouées | PJ  | B / Bl | A  | Pts | Pun | Statut               |
| ----------------- | ----------- | ----- | -------------- | --- | ------ | -- | --- | --- | -------------------- |
| Mike Amodeo       | Canada      | D     | 1977 - 1979    | 74  | 6      | 22 | 28  | 48  | Retraité depuis 1981 |
| Randy Andreachuk  | Canada      | C     | 1974-1975      | 2   | 0      | 0  | 0   | 0   | Retraité depuis 1978 |
| Bob Ash           | Canada      | D     | 1972 - 1974    | 153 | 6      | 36 | 42  | 75  | Retraité depuis 1975 |
| Ron Ashton        | Canada      | AG    | 1974-1975      | 36  | 1      | 3  | 4   | 66  | Retraité depuis 1979 |
| Freeman Asmundson | Canada      | AD    | 1972 - 1976    | 287 | 20     | 59 | 79  | 232 | Retraité depuis 1976 |

## B
| Joueur              | Nationalité | Poste | Saisons jouées | PJ  | B / Bl | A   | Pts | Pun | Statut               |
| ------------------- | ----------- | ----- | -------------- | --- | ------ | --- | --- | --- | -------------------- |
| Ken Baird           | Canada      | D     | 1977-1978      | 56  | 14     | 11  | 25  | 36  | Retraité depuis 1982 |
| Norm Beaudin        | Canada      | AG    | 1972 - 1976    | 340 | 115    | 174 | 289 | 83  | Retraité depuis 1977 |
| Alain Beaulé        | Canada      | D     | 1974-1975      | 54  | 0      | 14  | 14  | 24  | Retraité depuis 1975 |
| Thommie Bergman     | Suède       | D     | 1974 - 1978    | 247 | 25     | 107 | 132 | 269 | Retraité depuis 1983 |
| Milt Black          | Canada      | AD    | 1972 - 1975    | 204 | 30     | 35  | 65  | 65  | Retraité depuis 1978 |
| Frank Blum          | Canada      | G     | 1973-1974      | 2   | 0      | 0   | 0   | 0   | Retraité depuis 1975 |
| Christian Bordeleau | Canada      | C     | 1972 - 1975    | 186 | 89     | 121 | 210 | 38  | Retraité depuis 1980 |
| Wally Boyer         | Canada      | C     | 1972-1973      | 83  | 10     | 30  | 40  | 31  | Retraité depuis 1973 |
| Gary Bromley        | Canada      | G     | 1977-1978      | 44  | 0      | 1   | 1   | 6   | Retraité depuis 1982 |

## C
| Joueur         | Nationalité | Poste | Saisons jouées | PJ  | B / Bl | A  | Pts | Pun | Statut               |
| -------------- | ----------- | ----- | -------------- | --- | ------ | -- | --- | --- | -------------------- |
| Brian Cadle    | Canada      | AG    | 1972-1973      | 59  | 4      | 4  | 8   | 39  | Retraité depuis 1974 |
| Scott Campbell | Canada      | D     | 1978-1979      | 84  | 3      | 17 | 20  | 273 | Retraité depuis 1982 |
| Kim Clackson   | Canada      | D     | 1977 - 1979    | 141 | 2      | 25 | 27  | 502 | Retraité depuis 1981 |
| Jim Cole       |             |       | 1976-1977      | 2   | 0      | 1  | 1   | 0   | Retraité depuis 1977 |
| Steve Cuddie   | Canada      | D     | 1972-1973      | 89  | 7      | 14 | 21  | 131 | Retraité depuis 1975 |

## D
| Joueur     | Nationalité | Poste | Saisons jouées | PJ  | B / Bl | A  | Pts | Pun | Statut               |
| ---------- | ----------- | ----- | -------------- | --- | ------ | -- | --- | --- | -------------------- |
| Joe Daley  | Canada      | G     | 1972 - 1979    | 357 | 14     | 11 | 11  | 47  | Retraité depuis 1979 |
| Bill Davis |             |       | 1977 - 1979    | 17  | 1      | 2  | 3   | 2   | Retraité depuis 1981 |
| David Dunn | Canada      | D     | 1976 - 1978    | 135 | 14     | 37 | 51  | 231 | Retraité depuis 1978 |

## E
| Joueur          | Nationalité | Poste | Saisons jouées | PJ | B / Bl | A  | Pts | Pun | Statut               |
| --------------- | ----------- | ----- | -------------- | -- | ------ | -- | --- | --- | -------------------- |
| Roland Eriksson | Suède       | C     | 1978-1979      | 43 | 6      | 14 | 20  | 2   | Retraité depuis 1992 |

## F
| Joueur    | Nationalité | Poste | Saisons jouées | PJ  | B / Bl | A   | Pts | Pun | Statut               |
| --------- | ----------- | ----- | -------------- | --- | ------ | --- | --- | --- | -------------------- |
| Mike Ford | Canada      | D     | 1974 - 1978    | 213 | 33     | 104 | 137 | 178 | Retraité depuis 1986 |

## G
| Joueur            | Nationalité | Poste | Saisons jouées | PJ  | B / Bl | A  | Pts | Pun | Statut               |
| ----------------- | ----------- | ----- | -------------- | --- | ------ | -- | --- | --- | -------------------- |
| John Gibson       | Canada      | D     | 1978-1979      | 9   | 0      | 1  | 1   | 5   | Retraité depuis 1987 |
| Richmond Gosselin | Canada      | A     | 1978-1979      | 3   | 0      | 0  | 0   | 0   | Retraité depuis 1986 |
| Jean-Guy Gratton  | Canada      | AD    | 1972 - 1975    | 202 | 32     | 42 | 74  | 56  | Retraité depuis 1980 |
| John Gray         | Canada      | AG    | 1978-1979      | 58  | 10     | 15 | 25  | 51  | Retraité depuis 1979 |
| Ted Green         | Canada      | D     | 1975 - 1979    | 281 | 14     | 75 | 89  | 216 | Retraité depuis 1979 |
| Danny Gruen       | Canada      | AG    | 1974-1975      | 32  | 9      | 12 | 21  | 21  | Retraité depuis 1980 |
| Robert Guindon    | Canada      | AG    | 1975 - 1979    | 295 | 58     | 73 | 131 | 95  | Retraité depuis 1981 |

## H
| Joueur         | Nationalité | Poste | Saisons jouées | PJ  | B / Bl | A   | Pts | Pun | Statut               |
| -------------- | ----------- | ----- | -------------- | --- | ------ | --- | --- | --- | -------------------- |
| Jim Hargreaves | Canada      | D     | 1973-1974      | 53  | 1      | 4   | 5   | 50  | Retraité depuis 1976 |
| Ted Hargreaves | Canada      | C     | 1973-1974      | 74  | 7      | 12  | 19  | 15  | Retraité depuis 1977 |
| Anders Hedberg | Suède       | AD    | 1974 - 1978    | 328 | 271    | 250 | 521 | 231 | Retraité depuis 1985 |
| Glenn Hicks    | Canada      | AG    | 1978-1979      | 76  | 7      | 11  | 18  | 52  | Retraité depuis 1986 |
| Larry Hillman  | Canada      | D     | 1975-1976      | 83  | 1      | 14  | 15  | 94  | Retraité depuis 1976 |
| Bill Holden    |             | G     | 1973-1974      | 1   | 0      | 0   | 0   | 0   | Retraité depuis 1974 |
| Larry Hornung  | Canada      | D     | 1972 - 1978    | 323 | 30     | 123 | 153 | 101 | Retraité depuis 1978 |
| Fran Huck      | Canada      | C     | 1973 - 1978    | 102 | 28     | 52  | 80  | 88  | Retraité depuis 1978 |
| Bobby Hull     | Canada      | AG    | 1972 - 1979    | 471 | 346    | 372 | 718 | 221 | Retraité depuis 1980 |

## J
| Joueur      | Nationalité | Poste | Saisons jouées | PJ  | B / Bl | A  | Pts | Pun | Statut               |
| ----------- | ----------- | ----- | -------------- | --- | ------ | -- | --- | --- | -------------------- |
| Dan Johnson | Canada      | C     | 1972 - 1975    | 250 | 58     | 64 | 117 | 67  | Retraité depuis 1978 |

## K
| Joueur            | Nationalité | Poste | Saisons jouées | PJ  | B / Bl | A  | Pts | Pun | Statut               |
| ----------------- | ----------- | ----- | -------------- | --- | ------ | -- | --- | --- | -------------------- |
| Veli-Pekka Ketola | Finlande    | C     | 1974 - 1977    | 231 | 87     | 98 | 185 | 118 | Retraité depuis 1983 |
| Dave Kryskow      | Canada      | A     | 1977-1978      | 80  | 24     | 25 | 49  | 18  | Retraité depuis 1978 |

## L
| Joueur          | Nationalité | Poste | Saisons jouées | PJ  | B / Bl | A   | Pts | Pun | Statut               |
| --------------- | ----------- | ----- | -------------- | --- | ------ | --- | --- | --- | -------------------- |
| Dan Labraaten   | Suède       | AG    | 1976 - 1978    | 135 | 50     | 61  | 111 | 74  | Retraité depuis 1986 |
| Curt Larsson    | Suède       | G     | 1974 - 1977    | 71  | 1      | 3   | 3   | 16  | Retraité depuis 1979 |
| Danny Lawson    | Canada      | AD    | 1976-1977      | 27  | 8      | 11  | 19  | 8   | Retraité depuis 1977 |
| Randy Legge     | Canada      | D     | 1975-1976      | 1   | 0      | 0   | 0   | 0   | Retraité depuis 1977 |
| Bill Lesuk      | Canada      | AG    | 1975 - 1979    | 368 | 62     | 92  | 154 | 317 | Retraité depuis 1980 |
| Mats Lindh      | Suède       | C     | 1975 - 1977    | 171 | 37     | 41  | 78  | 20  | Retraité depuis 1982 |
| Willy Lindström | Suède       | AD    | 1975 - 1979    | 367 | 149    | 160 | 309 | 183 | Retraité depuis 1990 |
| Barry Long      | Canada      | D     | 1976 - 1979    | 268 | 24     | 111 | 135 | 154 | Retraité depuis 1982 |
| Morris Lukowich | Canada      | AG    | 1978-1979      | 90  | 73     | 41  | 114 | 140 | Retraité depuis 1988 |

## M
| Joueur          | Nationalité | Poste | Saisons jouées | PJ  | B / Bl | A  | Pts | Pun | Statut               |
| --------------- | ----------- | ----- | -------------- | --- | ------ | -- | --- | --- | -------------------- |
| Paul MacKinnon  | Canada      | D     | 1978-1979      | 83  | 4      | 20 | 24  | 74  | Retraité depuis 1984 |
| Markus Mattsson | Suède       | G     | 1977 - 1979    | 62  | 0      | 1  | 1   | 4   | Retraité depuis 1987 |
| Ab McDonald     | Canada      | AG    | 1972 - 1974    | 165 | 31     | 47 | 78  | 28  | Retraité depuis 1974 |
| Perry Miller    | Canada      | D     | 1974 - 1977    | 208 | 34     | 62 | 96  | 325 | Retraité depuis 1982 |
| Lyle Moffat     | Canada      | AG    | 1975 - 1979    | 325 | 62     | 65 | 127 | 257 | Retraité depuis 1981 |
| Morris Mott     | Canada      | AD    | 1976-1977      | 2   | 0      | 1  | 1   | 5   | Retraité depuis 1977 |

## N
| Joueur       | Nationalité | Poste | Saisons jouées | PJ  | B / Bl | A   | Pts | Pun | Statut               |
| ------------ | ----------- | ----- | -------------- | --- | ------ | --- | --- | --- | -------------------- |
| Robbie Neale | Canada      | A     | 1974-1975      | 7   | 0      | 2   | 2   | 4   | Retraité depuis 1978 |
| Kent Nilsson | Suède       | A     | 1977 - 1979    | 177 | 86     | 152 | 238 | 30  | Retraité depuis 1998 |
| Ulf Nilsson  | Suède       | C     | 1974 - 1978    | 342 | 154    | 397 | 551 | 392 | Retraité depuis 1983 |

## O
| Joueur         | Nationalité | Poste | Saisons jouées | PJ | B / Bl | A | Pts | Pun | Statut               |
| -------------- | ----------- | ----- | -------------- | -- | ------ | - | --- | --- | -------------------- |
| Gerry Odrowski | Canada      | D     | 1975-1976      | 13 | 0      | 1 | 1   | 6   | Retraité depuis 1976 |

## P
| Joueur       | Nationalité | Poste | Saisons jouées | PJ | B / Bl | A  | Pts | Pun | Statut               |
| ------------ | ----------- | ----- | -------------- | -- | ------ | -- | --- | --- | -------------------- |
| Lynn Powis   | Canada      | C     | 1977-1978      | 58 | 14     | 20 | 34  | 23  | Retraité depuis 1982 |
| Kelly Pratt  | Canada      | AD    | 1973-1974      | 46 | 4      | 6  | 10  | 50  | Retraité depuis 1979 |
| Rich Preston | Canada      | AD    | 1978-1979      | 90 | 36     | 37 | 73  | 103 | Retraité depuis 1987 |

## R
| Joueur            | Nationalité | Poste | Saisons jouées | PJ  | B / Bl | A  | Pts | Pun | Statut                                                       |
| ----------------- | ----------- | ----- | -------------- | --- | ------ | -- | --- | --- | ------------------------------------------------------------ |
| Heikki Riihiranta | Finlande    | D     | 1974 - 1977    | 191 | 10     | 42 | 52  | 90  | Retraité depuis 1983                                         |
| Garth Rizzuto     | Canada      | C     | 1972 - 1974    | 116 | 13     | 15 | 28  | 54  | Retraité depuis 1975                                         |
| Dunc Rousseau     | Canada      | AG    | 1972 - 1974    | 153 | 29     | 27 | 56  | 116 | Retraité depuis 1976                                         |
| Kent Ruhnke       | Canada      | AD    | 1976 - 1978    | 77  | 21     | 20 | 41  | 4   | Retraité depuis 1990                                         |
| Terry Ruskowski   | Canada      | C     | 1978-1979      | 83  | 21     | 78 | 99  | 234 | Retraité depuis 1989 Bucks de Laredo (LCH) - Entraîneur-chef |

## S
| Joueur            | Nationalité | Poste | Saisons jouées | PJ  | B / Bl | A   | Pts | Pun | Statut               |
| ----------------- | ----------- | ----- | -------------- | --- | ------ | --- | --- | --- | -------------------- |
| John Shmyr        |             |       | 1972-1973      | 10  | 0      | 1   | 1   | 4   | Retraité depuis 1975 |
| Lars-Erik Sjöberg | Suède       | D     | 1974 - 1979    | 347 | 26     | 191 | 217 | 189 | Retraité depuis 1980 |
| Gary Smith        | Canada      | G     | 1978-1979      | 21  | 0      | 3   | 3   | 6   | Retraité depuis 1980 |
| Ron Snell         | Canada      | AD    | 1973 - 1975    | 94  | 24     | 25  | 49  | 40  | Retraité depuis 1976 |
| Dan Spring        | Canada      | A     | 1973 - 1975    | 130 | 27     | 41  | 68  | 30  | Retraité depuis 1978 |
| Ken Stephanson    | Canada      | D     | 1973-1974      | 32  | 0      | 9   | 9   | 34  | Retraité depuis 1974 |
| Peter Sullivan    | Canada      | A     | 1975 - 1979    | 365 | 146    | 192 | 348 | 115 | Retraité depuis 1985 |
| Bill Sutherland   | Canada      | C     | 1972 - 1974    | 78  | 15     | 30  | 45  | 53  | Retraité depuis 1974 |
| Cal Swenson       | Canada      | AG    | 1972 - 1974    | 117 | 13     | 30  | 43  | 28  | Retraité depuis 1975 |

## T
| Joueur          | Nationalité | Poste | Saisons jouées | PJ | B / Bl | A  | Pts | Pun | Statut               |
| --------------- | ----------- | ----- | -------------- | -- | ------ | -- | --- | --- | -------------------- |
| Paul Terbenche  | Canada      | D     | 1978-1979      | 78 | 4      | 23 | 27  | 16  | Retraité depuis 1981 |
| Gordon Tumilson |             | G     | 1972-1973      | 3  | 0      | 0  | 0   | 0   | Retraité depuis 1974 |

## W
| Joueur        | Nationalité | Poste | Saisons jouées | PJ  | B / Bl | A  | Pts | Pun | Statut               |
| ------------- | ----------- | ----- | -------------- | --- | ------ | -- | --- | --- | -------------------- |
| Ernie Wakely  | Canada      | G     | 1972 - 1975    | 99  | 8      | 0  | 0   | 11  | Retraité depuis 1979 |
| Ron Ward      | Canada      | D     | 1976-1977      | 14  | 4      | 7  | 11  | 2   | Retraité depuis 1977 |
| Steve West    | Canada      | C     | 1978-1979      | 24  | 5      | 14 | 19  | 8   | Retraité depuis 1981 |
| Bob Woytowich | Canada      | D     | 1972 - 1975    | 176 | 9      | 37 | 46  | 102 | Retraité depuis 1978 |

## Y
| Joueur         | Nationalité | Poste | Saisons jouées | PJ | B / Bl | A  | Pts | Pun | Statut               |
| -------------- | ----------- | ----- | -------------- | -- | ------ | -- | --- | --- | -------------------- |
| Dale Yakiwchuk | Canada      | A     | 1978-1979      | 4  | 0      | 0  | 0   | 0   | Retraité depuis 1987 |
| Howie Young    | Canada      | D     | 1974-1975      | 42 | 13     | 10 | 23  | 42  | Retraité depuis 1986 |

## Z
| Joueur      | Nationalité | Poste | Saisons jouées | PJ  | B / Bl | A  | Pts | Pun | Statut               |
| ----------- | ----------- | ----- | -------------- | --- | ------ | -- | --- | --- | -------------------- |
| Joe Zanussi | Canada      | D     | 1972 - 1974    | 167 | 9      | 48 | 57  | 112 | Retraité depuis 1978 |